# 殺人事件被害者遺族の会
殺人事件被害者遺族の会（さつじんじけんひがいしゃいぞくのかい）は、殺人事件の発生から一定の期間が過ぎると容疑者が判明しても起訴することができなくなる公訴時効制度の撤廃・停止を求めて2009年2月28日に結成された団体。未解決殺人事件の被害者遺族が中心であるが、それ以外にも既に公訴時効が成立した事件の被害者遺族も参加を表明し、発足時は16事件の遺族20人が会員となった。その後は2024年時点で20事件の遺族が加入しており、その中には結成時点で解決済みであった事件の被害者遺族も含まれる。
通称「宙の会」（そらのかい）。「宙」の持つ「無限の時間」という意味から命名された。

## 目的と活動
殺人罪などにおける公訴時効制度の存続理由の一つとされていた「時の経過とともに遺族の被害感情は薄れる」という考え方を否定し、公訴時効の停止・廃止を国や世論に訴えていくことを第一の目的として2009年2月28日に結成。また、飛躍的に進歩したDNA鑑定技術により「時の経過とともに証拠物が散逸する」という考え方にも疑問を呈し、アメリカの性犯罪などに適用されているジョン・ドウ起訴のように、犯人を特定可能なDNA型が残っている未解決事件の公訴時効は停止するなど、捜査技術の進歩を踏まえた公訴時効制度の見直しも国に働きかけていくとしていた。
結成から1年が経過した2010年4月27日、法定上限が死刑に当たる罪の公訴時効廃止などを盛り込んだ改正刑事訴訟法が成立・即日施行され、当団体の設立当初の第一の目的は達成された（「公訴時効#改正刑事訴訟法施行までの経緯」も参照）。
今後は民事法の賠償制度確立に向けての活動などを行うとしている。その他、事件によって人命が奪われている現状について、遺族の実情や生命の尊厳などあらゆる観点から世の中に訴える啓発活動なども実施している。

## 組織・会員
- 会長 - 小林賢二（柴又・上智大学女子大生放火殺人事件遺族）[2]
- 初代会長 - 宮澤良行（世田谷一家殺害事件遺族）[3][8]
- 代表幹事 - 高羽悟（名古屋市西区主婦殺害事件遺族）[2]
- 主な会員 - 天海とし（豊明母子4人殺害事件遺族）、磯谷富美子（闇サイト殺人事件遺族）[注 1]、入江杏（世田谷一家殺害事件遺族）[2]、ビル・ホーカー（リンゼイ・アン・ホーカー殺害事件遺族）[3][10]など
- 特別参与 - 土田猛（元警視庁成城警察署署長） [2]
- 事務局 - 東京都千代田区神田駿河台[2]
- 連絡先 - 公式サイト参照

## 会員遺族の主な事件
ここでは2010年4月27日の改正刑事訴訟法施行以前の公訴時効を記す。時効欄の網掛けがピンク色の事件は施行時点で公訴時効が成立、または起訴が行われた事件である。なお、現在は同法改正によって以下の事件（殺人罪等の死刑に相当する凶悪事件）においても、日本国内で発生した改正時点で公訴時効が成立していない事件に限り、公訴時効は廃止されている。
| 事件発生日     | 事件名                                 | 刑事訴訟法改正前の時効 | 刑事訴訟法改正後 |
| -------------- | -------------------------------------- | ---------------------- | ---------------- |
| 1979年5月23日  | 長岡京ワラビ採り殺人事件               | 1994年5月時効          | 時効             |
| 1988年12月7日  | 佐賀女性7人連続殺人事件（6人目の殺人） | 2003年12月時効         | 時効             |
| 1990年12月19日 | 札幌信金OL殺人事件                     | 2005年12月時効         | 時効             |
| 1993年7月7日   | 尼崎市女性殺害事件 ※                   | 2008年7月時効          | 時効             |
| 1994年3月9日   | 松本市女性社員殺害事件                 | 2009年3月時効          | 時効             |
| 1995年7月30日  | 八王子スーパー強盗殺人事件             | 2010年7月時効          | 撤廃             |
| 1996年9月9日   | 柴又・上智大学女子大生放火殺人事件     | 2011年9月時効          | 撤廃             |
| 1998年1月14日  | 群馬一家3人殺害事件                    | 2013年1月時効          | 撤廃             |
| 1999年11月13日 | 名古屋市西区主婦殺害事件               | 2014年11月時効         | 撤廃             |
| 2000年12月26日 | 岐阜市三田洞東老女強盗殺人事件         | 2015年12月時効         | 撤廃             |
| 2000年12月30日 | 世田谷一家殺害事件                     | 2015年12月時効         | 撤廃             |
| 2001年2月17日  | 福岡市東区老夫婦強盗殺人事件           | 2016年2月時効          | 撤廃             |
| 2001年9月1日   | 歌舞伎町ビル火災                       | 2016年9月時効          | 撤廃             |
| 2004年2月9日   | 鳥栖市会社員殺害事件 ※                 | 2019年2月時効          | 撤廃             |
| 2004年9月9日   | 豊明母子4人殺害事件                    | 2019年9月時効          | 撤廃             |
| 2004年10月5日  | 廿日市女子高生殺害事件                 | 2018年5月24日起訴      | 撤廃             |
| 2007年3月26日  | リンゼイ・アン・ホーカー殺害事件       | 2009年12月23日起訴     | 撤廃             |
| 2008年6月27日  | 金沢市久安独身男性殺人事件             | 2033年6月時効          | 撤廃             |

注：※の事件は2018年1月時点で当団体の公式サイト内「事件の詳細」に記載なし

## その他
- リンゼイ・アン・ホーカー殺害事件の遺族であるビル・ホーカーが「宙の会」を訪問した際に夫人は「娘の事件のような殺人に、英国では時効はない。容疑者が将来、時効で自由になるのは許されない」と意見を寄せた[11]。